# 門特 (密蘇里州)
門特（英語：Mentor）是位於美國密蘇里州格林縣的非建制地區。

## 歷史
門特的郵局於1896年設立，1898年關閉後又於1900年重設，最終於1906年停運。

## 地理
門特所處的海拔為高於海平面410米（即1345英呎），而該地所採用的時區為UTC-6，即北美中部時區（CST）。同時該地設有夏令時間，為UTC-6調快一小時，即UTC-5（CDT）。